# Александар Пејановић
Александар Пејановић (Титоград, 1974 — Подгорица, 30. мај 2011) је био боксер из Црне Горе, српске националности, који је представљао Савезну Републику Југославију на Медитеранским играма 2001. године, где је освојио бронзану медаљу. Био је припадник Министарства унутрашњих послова до 2006. године.

## Убиство
У јавности је постао познат 2008. године када је ухапшен после нереда, који су избили у Подгорици на протестима након признавања независности Косова. Том приликом је држан 48 сати без сна у „бетоњерци“, где је брутално претучен од стране полиције. Окружни суд је полицајце осудио на затворске казне, да би их убрзо Виши суд ослободио кривице.
Током наредних година Пејановић је више пута тврдио да га прогоне и да страхује за своју безбедност, због чега је једно време живео у Србији, да би 30. маја 2011. године био убијен из пиштоља од стране полицајца Зорана Булатовића.
Булатовић је осуђен на 13 година робије због убиства. Адвокат Далибор Ковачевић, који заступа породицу убијеног Пејановића, тврди да је реч о политичкој ликвидацији.
Случај Александра Пејановића, наведен је у извештају америчког Стејт департмента, о кршењу људских права у Црној Гори, као и у извештају УНХЦР-а.